# Ґуюк
Ґую́к (монг. Güyüg, Гүюг; кит.: 贵由; піньїнь: Guìyóu; монг. кирилиця: Гүюг хаан; березень 1206 — 20 квітня 1248) — монгольський державний і політичний діяч. Великий хан Монгольської імперії (1246–1248). Представник роду Чингізидів, син великого хана Уґедея, онук Чингісхана.
У 1235 році Гуюка разом із його суперником Батиєм за рішенням Курултаю відправлено в похід на захід, в якому вони пересварились із питання, хто з них головніший. Після сварки Гуюк без дозволу залишив армію. Пізніше ця сварка призвела до розколу Монгольської імперії. Проголошений на Курултаї ранньої осені 1246 року Великим Монгольським ханом. Під час правління Гуюка відбувається місія Джованні Да Плано Карпіні до Каракорума, який привіз листа папи Іннокентія IV. Лише по чотирьох місяцях після повідомлення про прибуття Карпіні було дозволено аудієнцію у Великого Монгольського хана. Помер у 1248 під час виступу із своєю армією проти армії Батия — однією з причин припускають отруєння. Після його смерті регенткою імперією коротко стала його головна дружина Огул-Гаймиш.
Посмертне ім'я, надане імператорами династії Юань, — Імпера́тор Цзяньпі́н (кит.: 简平皇帝; піньїнь: Jiǎnpíng huángdì). Храмове ім'я — Дінцзун (кит.: 定宗; піньїнь: Dìngzōng).